# Élection présidentielle de 2007 en république serbe de Bosnie
L'élection présidentielle serbo-bosnienne de 2007 a lieu le 9 décembre 2007 afin d'élire le président de la république serbe de Bosnie, l'une des entités constitutives de la Bosnie-Herzégovine. 
Le scrutin est organisé de manière anticipée à la suite du décès du président Milan Jelić d'une crise cardiaque le 30 septembre 2007, moins d'un an après son élection. 
Rajko Kuzmanović, membre tout comme son prédécesseur de l'Alliance des sociaux-démocrates indépendants, remporte l'élection avec un peu plus de 40 % des suffrages exprimés.

## Système électoral
Le président de la république serbe de Bosnie est élu au scrutin uninominal majoritaire à un tour pour un mandat de quatre ans renouvelable une fois.

## Résultats

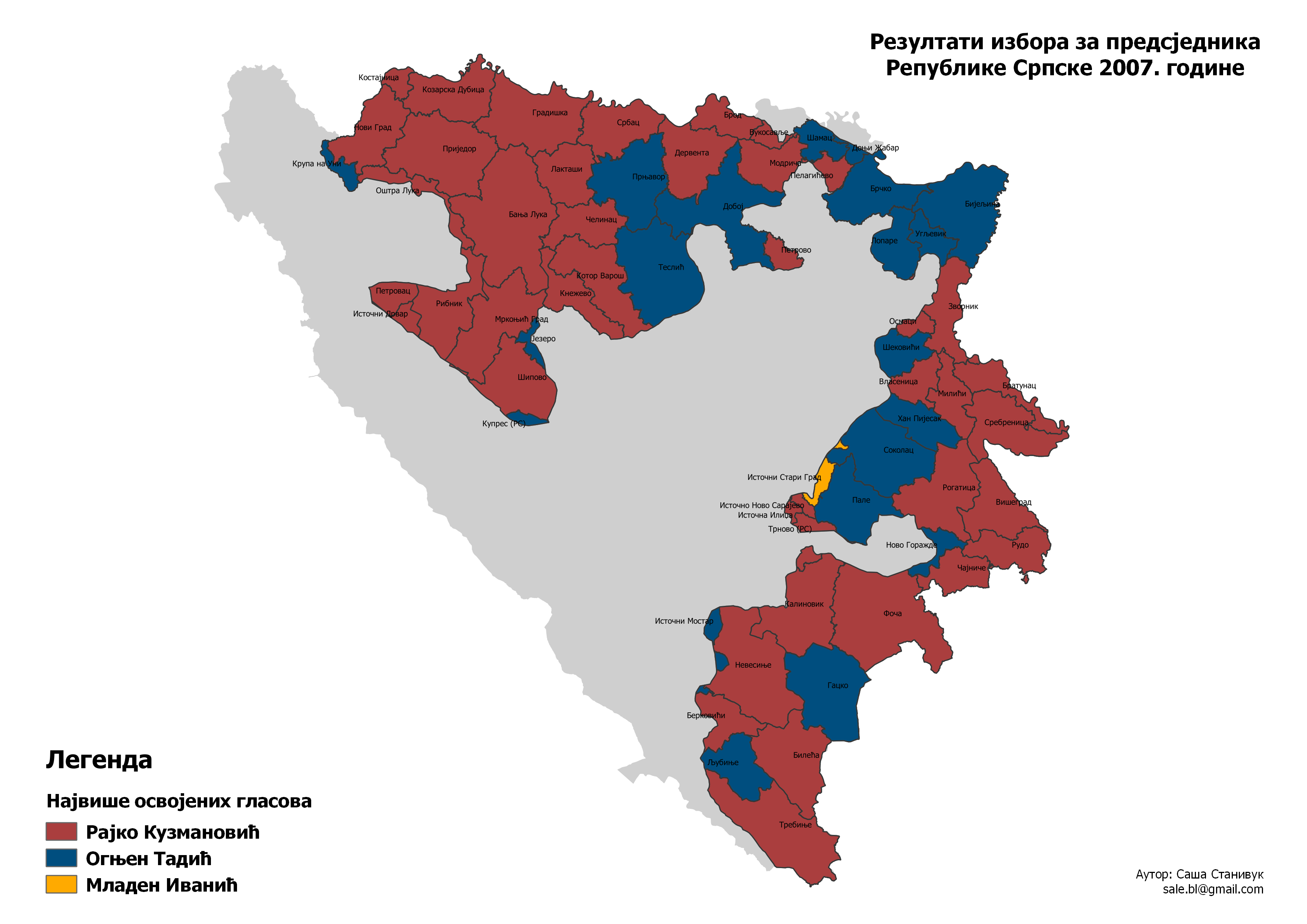
Candidat arrivé en tête par municipalité

| Candidats              | Candidats              | Partis                                            | Voix      | %     |
| ---------------------- | ---------------------- | ------------------------------------------------- | --------- | ----- |
|                        | Rajko Kuzmanović       | Alliance des sociaux-démocrates indépendants      | 169 863   | 41,33 |
|                        | Ognjen Tadić           | Parti démocratique serbe                          | 142 898   | 34,77 |
|                        | Mladen Ivanić          | Parti du progrès démocratique                     | 69 522    | 16,91 |
|                        | Slobodan Popović       | Parti social-démocrate                            | 8 659     | 2,11  |
|                        | Mirko Blagojević       | Parti radical serbe                               | 7 526     | 1,83  |
|                        | Nedžad Delić           | Parti populaire démocratique des handicapés       | 4 499     | 1,09  |
|                        | Krsto Jandrić          | Parti démocratique national                       | 3 945     | 0,96  |
|                        | Anton Josipović        | Parti du peuple pour le travail et l'amélioration | 2 529     | 0,62  |
|                        | Dragan Đokanović       | Indépendant                                       | 849       | 0,21  |
|                        | Nikola Lazarević       | Parti écologiste européen E-5                     | 733       | 0,18  |
|                        |                        |                                                   |           |       |
| Votes valides          | Votes valides          | Votes valides                                     | 404 398   | 99,49 |
| Votes blancs et nuls   | Votes blancs et nuls   | Votes blancs et nuls                              | 5 459     | 0,51  |
| Total                  | Total                  | Total                                             | 409 857   | 100   |
| Abstention             | Abstention             | Abstention                                        | 668 988   | 62,00 |
| Inscrits/Participation | Inscrits/Participation | Inscrits/Participation                            | 1 078 845 | 38,00 |